# 阿戴尔·亚诺什
阿戴尔·亚诺什（匈牙利語：Áder János，發音：[ˈaːdɛr ˈjaːnoʃ]；1959年5月9日—），匈牙利律师、政治人物。从1990年起开始担任青民盟议会议员，1998年至2002年任匈牙利国民议会主席，2009年当选欧洲议会议员。2012年5月2日被国会选为匈牙利总统，2017年连任，2022年5月10日卸任后将由诺瓦克·卡塔琳接替。

## 生平
他生于匈牙利西北部小城乔尔瑙。1978年进入首都布达佩斯的罗兰大学法学院学习法律。1986到1990年，他是匈牙利科学院社会学研究部门的一名院士。
作为青民盟的创始人之一，他是该党的一名法学专家。
1990年至2009年他是国会议员。1998年6月到2002年5月他担任国会主席。
2009年他当选欧洲议会议员。
2011年他参与了变革匈牙利司法制度的立法工作，以使匈牙利司法更具有独立性。他也参与了修改选举法的立法工作。

### 总统
2012年4月16日，他被执政的青民盟任命为总统候选人，以接替因论文抄袭丑闻而辞职的前总统施米特·帕尔。国会投票中他作为执政联盟的候选人获得262票支持，击败極右派反对党更好的匈牙利運動推荐的女性候选人莫尔沃伊·克里斯蒂娜获得的40票，因此成功当选，并于5月10日开始为期五年的总统任期。

## 家庭
他的妻子是法官赫尔切格·安妮塔。两人育有三个女儿和一个儿子。他的岳父赫尔切格·盖扎从1993年到2003年曾是位于海牙的国际法院的一名法官。

## 争议
匈牙利国会在2018年12月19日通过被批为「奴隶法」的劳工改革法案（新劳工法赋予雇主更大权力，可要求雇员把每年加班时数从250小时增至多达400小时，拖延薪资期限延长至3年）。支持总理奧班·維克多引进新法的总统阿戴尔在20日无视国内反对声浪，签署新版劳工法。
示威者力促总统阿戴尔切勿签署新法，工会也威胁一旦签署新法将发动全面罢工。右翼激进政党"更好匈牙利运动"直斥总理欧尔班的决定可耻。